# Tiare
Ne doit pas être confondu avec le tiaré, fleur emblématique de Tahiti, ni avec Tiarei, commune littorale située sur cette même île

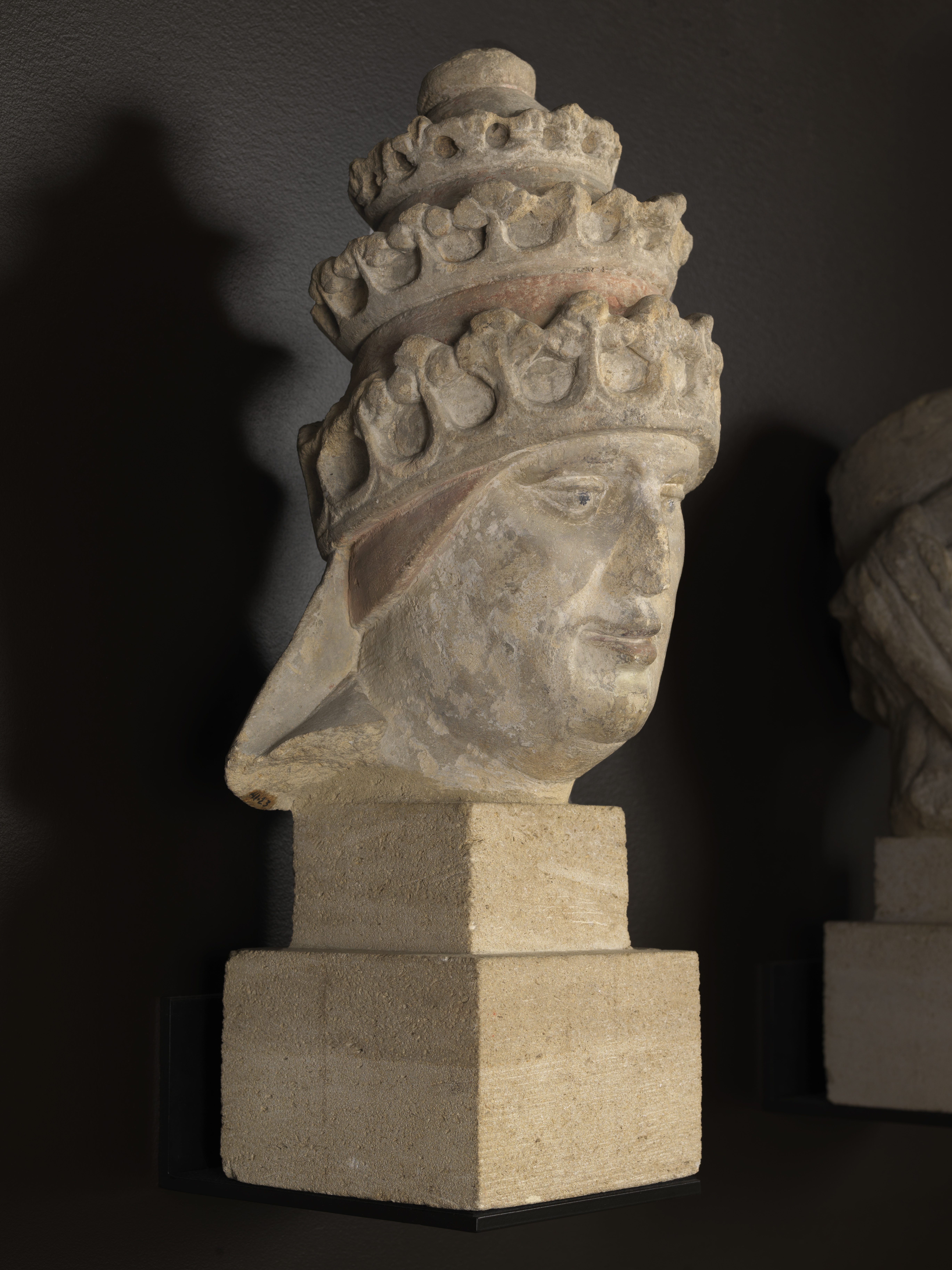
Cette tête sculptée en pierre figure un saint pape, coiffé de la tiare pontificale, et correspond à l'iconographie de Grégoire le Grand, ou éventuellement de Sylvestre I^{er}, que l'on rencontre à la fin du Moyen Âge. Musée Carnavalet, Paris

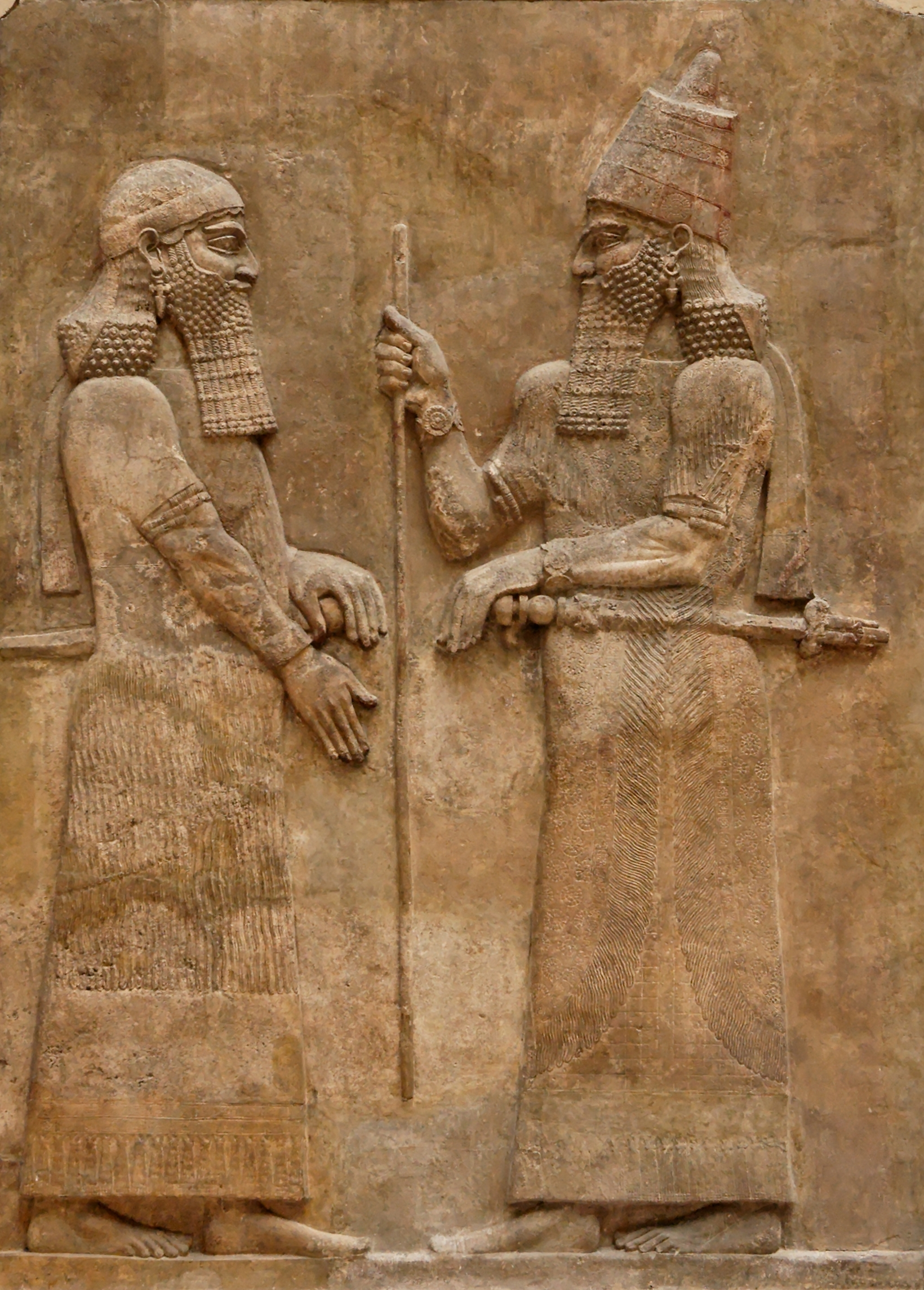
Le roi assyrien Sargon II face à un dignitaire : il est coiffé d'une tiare.

Une tiare (du persan تاره tara traduit en latin en tiara) est une sorte de couronne. Ce mot fait référence à deux types de couronnes, et évoque surtout, aujourd'hui, la triple couronne, portée dans les cérémonies solennelles par les papes jusqu'à Paul VI (1963-1978).
Traditionnellement, le mot « tiare » fait référence à une couronne de forme haute, souvent de forme cylindrique, rétrécie vers son sommet, faite de tissu ou de cuir et richement ornementée. Elle était portée par les rois et les empereurs chez quelques anciens peuples de Mésopotamie. Les Assyriens l’utilisaient ornée d’une paire de cornes de buffle comme décoration et symbole d’autorité, ainsi que d’un cercle de courtes plumes entourant le sommet de la tiare. Les tiares perses ressemblaient plutôt à un cône tronqué, sans cornes ni plumes, mais avec plus de joyaux et un bout conique au sommet.

## Faux ami
Le mot anglais tiara ne désigne pas une tiare en français, mais un diadème.